# Ceruchites hahnei
Ceruchites hahnei (лат.) — вид вымерших жуков из семейства рогачей, живших в олигоцене. Выделяется в монотипические род Ceruchites и подсемейство Ceruchitinae. Находка была сделана в Германии.